# Greifensee
Greifensee és un municipi del cantó de Zúric (districte d'Uster, Suïssa).